# Davallia
Genre
Davallia est un genre de fougères de la famille des Davalliaceae.
Les espèces de ce genre ont en commun de posséder des rhizomes poilus et rampants à la surface du sol qui évoquent des pattes d'animaux.
Cette plante doit son nom au botaniste Edmund Davall.

## Espèces
Selon Catalogue of life (2014)
- Davallia angustata
- Davallia assamica
- Davallia beddomei
- Davallia brassii
- Davallia brevipes
- Davallia canariensis
- Davallia chaerophylloides
- Davallia chrysanthemifolia
- Davallia corniculata
- Davallia cumingii
- Davallia denticulata
  - Davallia denticulata var. elata
- Davallia dimorpha
- Davallia divaricata
- Davallia embolostegia
- Davallia falcinella
- Davallia fejeensis
- Davallia forbesii
- Davallia formosana
- Davallia graeffei
- Davallia griffithiana
- Davallia heterophylla
- Davallia hymenophylloides
- Davallia leptocarpa
- Davallia lorrainii
- Davallia membranulosa
- Davallia multidentata
- Davallia napoensis
- Davallia parvula
- Davallia pectinata
- Davallia pentaphylla
- Davallia pulchra
- Davallia repens
- Davallia rouffaeriensis
- Davallia seramensis
- Davallia sessilifolia
- Davallia sessilifolioides
- Davallia solida
  - Davallia solida var. arctotheca
  - Davallia solida var. fejeensis
  - Davallia solida var. pyxidata
  - Davallia solida var. sinensis
- Davallia speciosa
- Davallia tasmanii
- Davallia trichomanoides
- Davallia triphylla
- Davallia tyermannii
- Davallia undulata
- Davallia wagneriana